# 石河定源
石河 定源（いしかわ じょうげん）は、江戸時代中期の学者。

## 概要
大覚寺に仕えた細川堯有の次男で、元禄12年（1699年）に13歳で石河咸倫や木村正勝・松本以休に師事した。宝永2年（1705年）に津藩主・藤堂高睦の命で咸倫の養子となり、その死後に禄職を継いで享保11年（1726年）に五人扶持を加賜された。寛保4年（1744年）に藤堂高般の師に、宝暦3年（1753年）に更に藤堂高敦・藤堂高覩・藤堂高朶の師となる。同11年（1762年）に致仕し、明和2年（1765年）4月21日に79歳で死去し、津の臨済山龍津寺に葬られた。